# PGC 25284
LEDA/PGC 25284 (auch NGC 2719A) ist eine irreguläre Zwerggalaxie vom Hubble-Typ Im im Sternbild Luchs am Nordsternhimmel. Sie ist schätzungsweise 138 Millionen Lichtjahre von der Milchstraße entfernt und hat einen Durchmesser von etwa 15.000 Lichtjahren. Gemeinsam mit NGC 2719 bildet sie das interagierende Galaxienpaar Arp 202 / Holm 105. Halton Arp gliederte seinen Katalog ungewöhnlicher Galaxien nach rein morphologischen Kriterien in Gruppen. Diese Galaxie gehört zu der Klasse Galaxien mit vom Kern ausgeschleuderter Materie.
 Im selben Himmelsareal befindet sich u. a. die Galaxie NGC 2724.